# Everlast (marque)
Everlast est une marque new-yorkaise (Manhattan) de vêtements et d'équipements de boxe, MMA et de fitness créée en 1910 par Jack Golomb et vendue dans plus de 75 pays.
Les plus grands boxeurs ont adopté la marque : Joe Louis, Rocky Marciano, Mohamed Ali, Joe Frazier, George Foreman, Mike Tyson, Evander Holyfield, Arturo Gatti ou encore Andre Ward.

## Historique
- Création de la marque Everlast en 1910 dans le quartier du Bronx à New York. Jacob Golomb âgé de 17 ans, fils de tailleur et nageur, en eut assez des encombrants maillots de bain de l'époque, trop fragiles pour résister plus d'une saison à un entrainement intensif. Il fabriqua alors lui-même un maillot et donna la garantie à ses clients qu'il durerait plus d’une année.
- Jacob Golomb conçoit en 1917 à la demande de Jack Dempsey un casque dans le but de le protéger.
- Demsey devient en 1919 champion du monde des poids lourds avec des gants et une tenue Everlast.
- Golomb remplace en 1925 la ceinture classique des shorts de boxe, en cuir, par une ceinture élastique sur laquelle il place le logo qu’il a lui-même dessiné : il vient d’inventer le short de boxe tel qu’on le connaît encore aujourd’hui.
- En 1958, Ben Nadorf prend 50 % de Everlast Sports Mfg Corp.
- Active Apparel Group [AAGP] acquiert Everlast en 2000.
- Rachat en 2007 par le groupe anglais Sports Direct[1], la société mère de son concurrent londonien Lonsdale, puis repositionnement comme marque low cost.

## Sponsor
MMA : Randy Couture